# Shame, Shame, Shame (Shirley & Company)
"Shame, Shame, Shame" is een nummer uit 1974, geschreven door Sylvia Robinson en uitgevoerd door de Amerikaanse discoband Shirley & Company.

## Achtergrond
De leadzangeres is Shirley Goodman. Jesus Alvarez nam de achtergrondzang voor zijn rekening. De saxofoonsolo is van Seldon Powell die ook het instrumentale nummer "More Shame", wat als B-kant van de single werd uitgegeven, schreef.
Het nummer was een grote discohit en bereikte de eerste plaats in de hitlijsten van Nederland, België en Oostenrijk. In de Billboard Hot 100 haalde het de twaalfde plek, in de UK Singles Chart de zesde.
Ike & Tina Turner namen een coverversie op voor hun album The Edge uit 1980. De Pools-Zweedse zangeres Izabella Scorupco nam in 1992 een versie op die in verschillende Europese landen, waaronder Nederland, België, Noorwegen en Zweden, de top 10 wist te halen. In hetzelfde jaar nam de Brits-Amerikaanse zangeres Sinitta een versie op, die de 28e plek in de Britse lijst haalde.

## Hitnoteringen

### Nederlandse Top 40
| Hitnotering: 22-02-1975 t/m 03-05-1975 | Hitnotering: 22-02-1975 t/m 03-05-1975 | Hitnotering: 22-02-1975 t/m 03-05-1975 | Hitnotering: 22-02-1975 t/m 03-05-1975 | Hitnotering: 22-02-1975 t/m 03-05-1975 | Hitnotering: 22-02-1975 t/m 03-05-1975 | Hitnotering: 22-02-1975 t/m 03-05-1975 | Hitnotering: 22-02-1975 t/m 03-05-1975 | Hitnotering: 22-02-1975 t/m 03-05-1975 | Hitnotering: 22-02-1975 t/m 03-05-1975 | Hitnotering: 22-02-1975 t/m 03-05-1975 | Hitnotering: 22-02-1975 t/m 03-05-1975 | Hitnotering: 22-02-1975 t/m 03-05-1975 |
| Week                                   | 1                                      | 2                                      | 3                                      | 4                                      | 5                                      | 6                                      | 7                                      | 8                                      | 9                                      | 10                                     | 11                                     |                                        |
| -------------------------------------- | -------------------------------------- | -------------------------------------- | -------------------------------------- | -------------------------------------- | -------------------------------------- | -------------------------------------- | -------------------------------------- | -------------------------------------- | -------------------------------------- | -------------------------------------- | -------------------------------------- | -------------------------------------- |
| Positie                                | 34                                     | 19                                     | 7                                      | 3                                      | 1                                      | 1                                      | 2                                      | 4                                      | 10                                     | 18                                     | 34                                     | uit                                    |

### Nationale Hitparade
| Hitnotering: 22-02-1975 t/m 19-04-1975 | Hitnotering: 22-02-1975 t/m 19-04-1975 | Hitnotering: 22-02-1975 t/m 19-04-1975 | Hitnotering: 22-02-1975 t/m 19-04-1975 | Hitnotering: 22-02-1975 t/m 19-04-1975 | Hitnotering: 22-02-1975 t/m 19-04-1975 | Hitnotering: 22-02-1975 t/m 19-04-1975 | Hitnotering: 22-02-1975 t/m 19-04-1975 | Hitnotering: 22-02-1975 t/m 19-04-1975 | Hitnotering: 22-02-1975 t/m 19-04-1975 | Hitnotering: 22-02-1975 t/m 19-04-1975 |
| Week                                   | 1                                      | 2                                      | 3                                      | 4                                      | 5                                      | 6                                      | 7                                      | 8                                      | 9                                      |                                        |
| -------------------------------------- | -------------------------------------- | -------------------------------------- | -------------------------------------- | -------------------------------------- | -------------------------------------- | -------------------------------------- | -------------------------------------- | -------------------------------------- | -------------------------------------- | -------------------------------------- |
| Positie                                | 19                                     | 10                                     | 5                                      | 2                                      | 1                                      | 2                                      | 4                                      | 8                                      | 22                                     | uit                                    |

### NPO Radio 2 Top 2000
| Nummer met noteringen in de NPO Radio 2 Top 2000 | '99  | '00  | '01  |
| ------------------------------------------------ | ---- | ---- | ---- |
| Shame, Shame, Shame                              | 1718 | 1740 | 1979 |

1. ↑  Een vetgedrukt getal geeft de hoogste notering aan.
2. ↑  Deze tabel is bijgewerkt tot en met de laatste editie (2024).